# Beša (okres Michalovce)
 Beša  je obec na Slovensku. Nachází se v Košickém kraji, v okrese Michalovce. Obec má rozlohu 19,54 km² a leží v nadmořské výšce 103 m. První písemná zmínka o obci pochází z roku 1260. V roce 2011 v obci žilo 368 obyvatel. V obci je mateřská škola s vyučovacím jazykem maďarským.
Na území obce je chráněné ptačí území Medzibodrožie.